# Canton de Prayssas
Le canton de Prayssas est une ancienne division administrative française située dans le département de Lot-et-Garonne et la région Aquitaine.

## Géographie
Ce canton était organisé autour de Prayssas dans l'arrondissement d'Agen. Son altitude variait de 32 m (Granges-sur-Lot) à 246 m (Laugnac) pour une altitude moyenne de 153 m.

## Histoire
De 1833 à 1848, les cantons de Laroque-Timbaut et de Prayssas avaient le même conseiller général. Le nombre de cantons était limité à 30 par département.

## Représentation

### Conseillers généraux de 1833 à 2015
| Période           | Période      | Identité                  | Étiquette             | Qualité |
| ----------------- | ------------ | ------------------------- | --------------------- | --- |
| 1833              | 1852         | Pierre Boissié            | Droite                | Propriétaire, maire de Laugnac Représentant du peuple (1848-1851)                                                                           |
| 1852              | 1855         | Armand Roujol             |                       | Maire de Prayssas (1840-1865) |
| 1855              | 1871         | Jean-Marie Joseph Garreau |                       | Juge de paix de Beauville Ancien conseiller général du Canton de Beauville                                                                  |
| 1871              | 1883         | Jean-Baptiste Lacoste     | Républicain           | Maire de Prayssas (1871-1889) |
| 1883              | 1900 (décès) | Marc-Antoine Boissié      | Républicain           | Notaire, maire de Montpezat |
| 1900              | 1901         | Jean Gaston Pradelle      | Rad.                  | Maire de Prayssas (1889-1902) Avocat à la Cour d'appel d'Agen Professeur de législation au Lycée de cette ville Conseiller d'arrondissement |
| 1901              | 1923 (décès) | Joseph Delcros            | Républicain rallié    | Docteur en médecine Maire de Prayssas (1905-1922)                                                                                           |
| 1923              | 1940         | Pierre André Malbec       | RG                    | Agriculteur Maire de Monclar-d'Agenais, conseiller d'arrondissement Nommé conseiller départemental en 1943                                  |
|                   |              |                           |                       | |
| 1945              | 1964 (décès) | Yvon Jonquières           | Rad.                  | Cultivateur Maire de Saint-Pastour (1929-1959)                                                                                              |
| 13 septembre 1964 | 1979         | Franck Rebel              | Rad. puis MRG         | Maire de Prayssas (1953-1977) |
| 1979              | 1992         | Pierre Goudable           | app.UDF               | Vétérinaire |
| 1992              | 2015         | Alain Merly               | UDF puis UMP puis UDI | Commercial Député (2002-2007) maire de Prayssas (1995-2020) Ancien Vice-Président du Conseil Général                                        |

### Conseillers d'arrondissement (de 1833 à 1940)
| Période                                  | Période          | Identité               | Étiquette                | Qualité |
| ---------------------------------------- | ---------------- | ---------------------- | ------------------------ | --- |
| 1833                                     | 1842             | Timothée (de) Beaubens |                          | Maire de Prayssas (1830-1840)                                                                                    |
| 1842                                     | 1848             | Pierre Mispoulet ainé  |                          | Avocat, propriétaire, ancien maire de Lacépède (1834-1838)                                                       |
|                                          |                  |                        |                          | |
| 1880                                     | 1886             | M. Cominal             |                          | |
| 1886                                     | 1900 (démission) | Jean-Gaston Pradelle   | Républicain puis Radical | Maire de Prayssas (1889-1902), Avocat à la Cour d'appel d'Agen Professeur de législation au Lycée de cette ville |
|                                          |                  |                        |                          | |
| 1922                                     | 1923             | Pierre-André Malbec    | RG                       | Agriculteur, maire de Monclar-d'Agenais                                                                          |
|                                          |                  |                        |                          | |
| 1928                                     | 1940             | M. Lacaze              | Bloc rural RG            | |
| 1940                                     |                  |                        |                          | Les conseils d'arrondissement ont été suspendus par la loi du 12 octobre 1940 et n'ont jamais été réactivés      |
| Les données manquantes sont à compléter. |                  |                        |                          | |

## Composition
Le canton de Prayssas groupait 9 communes et comptait 4 562 habitants (population municipale au 1er janvier 2010).
| Communes        | Population (2012) | Code postal | Code Insee |
| --------------- | ----------------- | ----------- | ---------- |
| Cours           | 206               | 47360       | 47073      |
| Granges-sur-Lot | 580               | 47260       | 47111      |
| Lacépède        | 295               | 47360       | 47125      |
| Laugnac         | 633               | 47360       | 47140      |
| Lusignan-Petit  | 370               | 47360       | 47154      |
| Madaillan       | 614               | 47360       | 47155      |
| Montpezat       | 582               | 47360       | 47190      |
| Prayssas        | 948               | 47360       | 47213      |
| Saint-Sardos    | 334               | 47360       | 47276      |

## Démographie
| 1962  | 1968  | 1975  | 1982  | 1990  | 1999  | 2006  | 2010  | - |
| ----- | ----- | ----- | ----- | ----- | ----- | ----- | ----- | - |
| 3 797 | 4 135 | 3 597 | 3 614 | 3 952 | 4 053 | 4 417 | 4 562 | - |

## Économie
Le canton de Prayssas a pour activité dominante l'agriculture : 70 % de la surface du territoire est consacrée aux prairies et cultures, 18 % de la surface est constituée de forêts, et 5 % de vignes, vergers et truffières. Les agriculteurs représentent 18,4 % des actifs (contre une moyenne de 8,3 % dans le département, et 2,7 % au niveau national). De 1988 à 2007, le nombre d'exploitations agricoles est passé de 450 à 316, et la surface moyenne de 27 à 33 hectares. La surface agricole utile a baissé de 6 % entre 2000 et 2007.
Après un état des lieux sous la forme d'une étude paysagère, le canton a défini un plan local d'urbanisme intercommunal, dont l'objectif était de protéger le cadre de vie en trouvant un équilibre entre espaces agricoles et espaces urbanisés. Le plan local d'urbanisme s'est accompagné de l’élaboration du projet d'aménagement et de développement durable qui a eu lieu de mars à juin 2007, (PADD).